# Tour d'Italie 1912
Le Tour d'Italie 1912 est la quatrième édition de cette compétition. Il s'est tenu du 19 mai au 2 juin 1912, long de 2 443 km répartis en 9 étapes (à l'origine 8 étaient prévues).
Sur les 54 coureurs partants, 26 rallièrent l'arrivée.
Le classement général se fait par équipes. Il est gagné par l'équipe Atala, composée de Carlo Galetti, Giovanni Micheletto, Eberardo Pavesi et de Luigi Ganna. Le classement individuel au temps, non officiel, donne Carlo Galetti vainqueur en 100 h 2 min 57 s.
La 4e étape, entre Pescara et Rome, est annulée pour causes météorologiques. Elle est remplacée par une 9e étape entre Milan et Bergame.

## Principe du classement général
Seules des équipes de quatre coureurs étaient autorisées à participer,. Chaque équipe devait avoir au moins trois coureurs à l'arrivée de chaque étape pour rester en course. Le classement général était déterminé par un système de points original :
- 4 points pour l'équipe du vainqueur de l'étape ;
- 2 points pour toute équipe ayant deux coureurs dans les quatre premiers de l'étape ;
- 1 point pour toutes les équipes dont au moins trois coureurs avaient terminé l'étape[1].

## Classement général
|   | Équipe   | Points                     |
| - | -------- | -------------------------- |
| 1 | Atala    | 33 pts (100 h 02 min 57 s) |
| 2 | Peugeot  | 23 pts                     |
| 3 | Gerbi    | 8 pts                      |
| 4 | Goericke | 8 pts                      |
| 5 | Globo    | 7 pts                      |
| 6 | Legnano  | 3 pts                      |

## Étapes
| Étape     | Date   | Villes étapes     | km  | Vainqueur d'étape             | Leader du classement général |
| 1re étape | 19 mai | Milan – Padoue    | 399 | Giovanni Micheletto (Atala)   | Atala                        |
| 2e étape  | 21 mai | Padoue - Bologne  | 329 | Vincenzo Borgarello (Legnano) | Atala                        |
| 3e étape  | 23 mai | Bologne - Pescara | 362 | Ernesto Azzini (Legnano)      | Atala                        |
| 4e étape  | 25 mai | Pescara - Rome    |     | Annulée                       |                              |
| 5e étape  | 27 mai | Rome - Florence   | 337 | Carlo Galetti (Atala)         | Atala                        |
| 6e étape  | 29 mai | Florence - Gênes  | 268 | Lauro Bordin (Gerbi)          | Atala                        |
| 7e étape  | 31 mai | Gênes - Turin     | 225 | Vincenzo Borgarello (Legnano) | Atala                        |
| 8e étape  | 2 juin | Turin - Milan     | 281 | Giovanni Micheletto (Atala)   | Atala                        |
| 9e étape  | 4 juin | Milan - Bergame   | 235 | Vincenzo Borgarello (Legnano) | Atala                        |